# Veliki dodeciikozidodekaeder
| Veliki dodeciikozidodekaeder                          | Veliki dodeciikozidodekaeder                           |
| ----------------------------------------------------- | ------------------------------------------------------ |
|                                                       |                                                        |
| Vrsta                                                 | uniformni zvezdni polieder                             |
| Elementi                                              | F = 44, E = 120, V =60 ({\displaystyle \chi \,} = -16) |
| Stranske ploskve po stranicah                         | 20{3}+12{5/2}+12{10/3}                                 |
| Wythoffovi simboli                                    | 5/2 3 \| 5/3 5/3 3/2 \| 5/3                            |
| Simetrijska grupa\|\|Ih, [5,3], *532                  |                                                        |
| Bowerjeva okrajšava                                   | Gaddid                                                 |
| Sklici                                                | U61, C77, W99                                          |
| veliki dodekakronski heksekontaeder (dualni polieder) | (3.10/3.5/2.10/7) slika oglišč                         |

Veliki dodeciikozidodekaeder  je nekonveksni uniformni polieder z oznako (indeksom) U61. 

## Sorodni poliedri
Ima isto sliko oglišč kot prisekan veliki dodekaeder in sestavi poliedrov iz šestih ali sestav dvanajstih petstranih prizem. Razen tega ima isto razvrstitev robov kot nekonveksni veliki rombiikozidodekaeder, ki ima skupne trikotne in pentagramske stranske ploskve ter rombidodekaeder, ki pa ima skupne dekagramske stranske ploskve.
| nekonveksni veliki rombiikozidodekaeder | veliki dodeciikozidodekaeder    | veliki rombidodekaeder              |
| prisekan veliki dodekaeder              | sestav šestih petstranih prizem | sestav dvanajstih petstranih prizem |